# Навины (Шумячский район)
Навины — деревня в Шумячском районе Смоленской области России. Входит в состав Озёрного сельского поселения. Население — 3 жителя (2007 год).
Расположена в юго-западной части области в 3 км к северо-западу от Шумячей, в 10 км севернее автодороги А101 Москва — Варшава («Старая Польская» или «Варшавка»). В 12 км юго-восточнее деревни расположена железнодорожная станция Понятовка на линии Рославль — Кричев.

## История
В годы Великой Отечественной войны деревня была оккупирована гитлеровскими войсками в августе 1941 года, освобождена в сентябре 1943 года.